# Gümüşsu, Çivril
Gümüşsu là một thị trấn thuộc huyện Çivril, tỉnh Denizli, Thổ Nhĩ Kỳ. Dân số thời điểm năm 2010 là 1.642 người.